# Oshkosh (Nebraska)
Pour les articles homonymes, voir Oshkosh (homonymie).
La ville d’Oshkosh est le siège du comté de Garden, dans l’État du Nebraska, aux États-Unis. Sa population s’élevait à 884 habitants lors du recensement de 2010.